# Xã Brown, Quận Hancock, Indiana
Xã Brown (tiếng Anh: Brown Township) là một xã thuộc quận Hancock, tiểu bang Indiana, Hoa Kỳ. Năm 2010, dân số của xã này là 2.571 người.